# Prunus cortapico
Prunus cortapico — вид квіткових рослин з родини трояндових (Rosaceae). Ареал охоплює такі країни: Мексика, Нікарагуа.

## Середовище
Зустрічається у субтропічних/тропічних вологих низинних лісах поблизу водотоків. Цей вид росте на висоті від 200 до 1400 м над рівнем моря. Зміни у землекористуванні відбуваються по всьому ареалу виду, що зменшить площу та якість його середовища існування. Однак цей вид був зареєстрований у порушених територіях без жодних проблем із виживанням. Фактично, цей вид не зазнає жодних серйозних загроз, і жодних суттєвих майбутніх загроз не виявлено. Тому наразі вважається, що втрата середовища існування суттєво не вплинула на нього.

## Морфологічна характеристика
Prunus cortapico – дерево, що може сягати до 15 м заввишки.